# 博胡米尔·斯塔尔诺夫斯基
博胡米尔·斯塔尔诺夫斯基（捷克語：Bohumil Starnovský，1953年10月3日—），捷克男子现代五项运动员。他曾代表捷克斯洛伐克参加1976年和1980年夏季奥林匹克运动会现代五项比赛，其中1976年奥运会获得一枚银牌。